# バルセロナ伯領

バルセロナ伯領
Comitatus Barcinonensis (ラテン語)

アラゴン王冠領の拡大。赤色がバルセロナ伯領

バルセロナ伯領（バルセロナはくりょう、ラテン語: Comitatus Barcinonensis、カタルーニャ語: Comtat de Barcelona）は、カロリング帝国がイスラーム圏に対する前線地域としてピレネー山脈東部に設置した伯領である。10世紀になるとバルセロナ伯は徐々に独立した世襲君主となり、継続的に後ウマイヤ朝やその後継諸政権と戦った。さらに婚姻や同盟、条約を通して他のカタルーニャ諸伯領を統合していき、オクシタニアにまでその勢力を広げた。1164年にバルセロナ伯領はアラゴン王国と同君連合となり、以降の歴史はアラゴン王冠のもとでの歴史を歩むことになるが、首都バルセロナは卓越した地位を保ち続けた。この頃のバルセロナ伯領の政治体制は、他のカタルーニャ諸伯領と合わせてカタルーニャ君主国とも呼ばれる。

## 成立
8世紀初頭、ムスリムのウマイヤ朝がヒスパニア北部の西ゴート王国領（現スペイン北東部・フランス南部）を征服した。ムスリムはさらにガリアの奥深くまで侵攻したが、これをフランク王国が撃退し、ゴート・ヒスパニア辺境領を設置していった。8世紀中にムーア人が征服していたセプティマニアも奪い返したフランク王国は、イベリア半島北東部のピレネー山脈域を制圧し、ゴート辺境領からの移民で住民構成を塗り替えた。
この結果、イベリア半島のムスリム勢力とガリアのアクィタニア公国・プロヴァンスの間に緩衝地帯が生まれた。

## フランク王国・カロリング帝国時代
フランク王国は785年にジローナを征服し、さらに801年にはアクィタニア公ルートヴィヒ（後の皇帝ルートヴィヒ1世）がバルセロナを征服し、フランク王国に併合した。ここに、フランク王に従属するバルセロナ伯領が生まれた。初代バルセロナ伯は西ゴート人のベラ (在位: 801年–820年)だった。
当初、伯領の権威は地元貴族に基づいていた。しかしベラはアンダルスのムスリムとの平和を維持しようとしたため、王に対する反逆罪に問われた。西ゴート法に基づいて決闘が行われ、敗れたベラは廃位され追放された。その後、バルセロナ伯はランポーやベルナール・ド・セプティマニーらフランク貴族が歴任したが、844年に西ゴート貴族がフランク王の信用を回復し、スニフレ1世がバルセロナ伯に任じられた。

## 自立と統合
カタルーニャ諸伯領とフランク王権の関係は、疎遠化の一途をたどった。伯たちは世襲の権利を要求し、自立の傾向を強めた。また諸伯領は互いに統合して、より強力な勢力を形成しようとする動きも見せるようになった。その指揮をとったのが、スニフレ1世の息子ギフレー1世である。彼はフランク王の任命により就任した最後のバルセロナ伯となる。彼は周辺の諸伯領を自身の麾下におさめ、それらを自身の息子たちに継承させた。ギフレー1世はムスリムとの戦いで戦死した。彼は諸伯領を息子たちに分割相続させたものの、その核となるバルセロナ、ジローナ、オソナは一体のままとした。ただラモン・マルティら一部の歴史家は、ギフレー1世の息子たちがジローナを維持できず、908年までエンプリエス伯領に奪われていたのではないかと指摘している。

## 独立
10世紀、歴代のバルセロナ伯は政治的な権威を強め、フランク王権からさらに遠ざかっていった。985年、ボレイ2世支配下のバルセロナ伯領は、後ウマイヤ朝の宰相アル＝マンスール（アルマンソル）に攻撃された。ボレイ2世はモンセラートの山中に逃れてフランクの援軍を待った。しかし援軍は現れず、両者の間に亀裂が入った。988年、西フランク王国でカロリング朝が断絶し、カペー朝が王位を手に入れた。ボレイ2世は新王ユーグ・カペーのもとで臣従を誓うよう求められたが、彼がこれに従った形跡はない。当時ユーグ・カペーは、北方の紛争解決に向かっていた。歴史上、この時点をもってバルセロナ伯領はフランク王権から独立したとみなされている。ただし西フランク（フランス）王が完全に宗主権の放棄を宣言したのは、1258年のコルベイユ条約 (ジャウマ1世の時代)の時である。
バルセロナ伯領は、世襲の伯のもとでその勢力と領土を拡大していった。ただしそれは基本的に他のヒスパニア諸伯領への拡大であり、ムスリム支配下のアンダルス方面への拡大はゆっくりとしたものだった。それでもバルセロナ伯領は、戦争や入植（タラゴナ周辺など）により着実にレコンキスタを進めていった。
ボレイ2世の後、孫のラモン・バランゲー1世が跡を継いだ。彼の母エルメシンダ・ド・カルカソンヌは強力な摂政だった。ラモン・バランゲー1世はペネデースの反乱貴族を従属させ、ウルヘル伯やパジャス伯と連携を取り、カルカソンヌ伯領やラゼス伯領を獲得し、サラゴサやリェイダの諸王国から賤民を集め、伯領の法制を一新して基本法ウザッジャを制定するなどして、勢力を強めた。またラモン・バランゲー1世は遺言で伯領を分割せず、双子の息子ラモン・バランゲー2世とバランゲー・ラモン2世の共同統治に委ねた。
しかしこの共同統治は失敗し、ラモン・バランゲー2世はバランゲー・ラモン2世に暗殺された。バランゲー・ラモン2世も第1回十字軍で戦死すると、ラモン・バランゲー2世の息子ラモン・バランゲー3世が跡を継ぎ、ようやく伯領は安定を取り戻して拡張を再開した。彼はエンプリエス伯領の一部を征服し、さらに連合軍を結成してマヨルカ島征服を試みたが、北アフリカの大国ムラービト朝がイベリア半島に侵攻してきたのを受けて撤退した。またラモン・バランゲー3世はバザルー伯領とサルダーニャ伯領を継承し、その領土は古カタロニアの最大領域に匹敵するものになった。また彼はリェイダ方面でタラゴナなどの最前線の都市への入植を進め、監督座を復活させた。またピレネー山脈の北側では、1112年にドゥルス・ド・プロヴァンスと結婚し、プロヴァンス伯領をも手に入れた。

## アラゴン連合王国の誕生
1137年、バルセロナ伯ラモン・バランゲー4世とアラゴン女王ペトロニラが結婚し、両王家の連合が成立した。ラモン・バランゲー4世は死去するまで、バルセロナ伯および「アラゴン公」を名乗った。二人の息子アルフォンソ2世は初めてバルセロナ伯を兼任するアラゴン王となり、以降二つの地位はアラゴン王冠のもとにまとめて継承されていくことになった（アラゴン連合王国）。バルセロナ伯領とアラゴン王国の両地域はそれぞれの伝統、法、慣習、財政、政治体制を維持した。これ以降2世紀にわたりアラゴン連合王国下で、バルセロナ伯領の地理的文脈はカタルーニャへ、政治機構はカタルーニャ君主国へと再編された。ただしバルセロナ伯の称号は維持された。
13世紀から14世紀にかけて、バルセロナ伯領はアラゴン王の支配下にあり続けた。1410年にマルティー1世が嗣子なく没してバルセロナ家が断絶すると、カスペの妥協によりカスティーリャ王国のトラスタマラ家からフェラン1世がアラゴン王に迎えられた。その孫フェラン2世はカスティーリャ女王イサベル1世と結婚し、両王国が合同してスペイン王国が成立した。その二人の子孫のハプスブルク朝の時代になると、バルセロナ伯領はハプスブルク家のもと単なる王国内の諸地域の一つとして扱われるようになっていった。

## その後
スペイン王国のもとでもバルセロナ伯領の独自の法体系は効力を有していたが、スペイン継承戦争後の1716年に制定された新国家基本法により廃止された。これによりもはやカタルーニャは政治的枠組みとしての意味を失った。20世紀に入ると、1932年、1979年、2006年に自治憲章が結ばれ、カタルーニャは自治州という形でのみ政治的に規定されている。また現在では、バルセロナ伯の称号はスペイン王冠に統合されている。なおフアン・カルロス1世は、父フアン・デ・ボルボンにバルセロナ伯の称号を与えている。